# Zhanaozen
Zhanaozen (tiếng Kazakh: Жаңаөзен / Jañaözen) là một thành phố thuộc tỉnh Mangystau, Kazakstan. Thành phố này có diện tích 516 km², dân số thời điểm năm 1999 là 51.100 người. Thành phố Zhanaozen nằm ở phía đông nam của thành phố Aqtau, thành phố thuộc tỉnh Mangystau. Đây là một trong những trung tâm thương mại, giáo dục, giao thông của tỉnh.

## Khí hậu
Zhanaozen có khí hậu sa mạc lạnh (phân loại khí hậu Köppen BWk) với ảnh hưởng lục địa rõ nét.
| Dữ liệu khí hậu của Zhanaozen           | Dữ liệu khí hậu của Zhanaozen | Dữ liệu khí hậu của Zhanaozen | Dữ liệu khí hậu của Zhanaozen | Dữ liệu khí hậu của Zhanaozen | Dữ liệu khí hậu của Zhanaozen | Dữ liệu khí hậu của Zhanaozen | Dữ liệu khí hậu của Zhanaozen | Dữ liệu khí hậu của Zhanaozen | Dữ liệu khí hậu của Zhanaozen | Dữ liệu khí hậu của Zhanaozen | Dữ liệu khí hậu của Zhanaozen | Dữ liệu khí hậu của Zhanaozen | Dữ liệu khí hậu của Zhanaozen |
| Tháng                                   | 1                             | 2                             | 3                             | 4                             | 5                             | 6                             | 7                             | 8                             | 9                             | 10                            | 11                            | 12                            | Năm                           |
| --------------------------------------- | ----------------------------- | ----------------------------- | ----------------------------- | ----------------------------- | ----------------------------- | ----------------------------- | ----------------------------- | ----------------------------- | ----------------------------- | ----------------------------- | ----------------------------- | ----------------------------- | ----------------------------- |
| Trung bình ngày tối đa °C (°F)          | 0.8 (33.4)                    | 1.3 (34.3)                    | 7.3 (45.1)                    | 17.2 (63.0)                   | 24.7 (76.5)                   | 29.7 (85.5)                   | 32.7 (90.9)                   | 32.6 (90.7)                   | 25.7 (78.3)                   | 16.8 (62.2)                   | 9.1 (48.4)                    | 3.3 (37.9)                    | 16.8 (62.2)                   |
| Trung bình ngày °C (°F)                 | −2.9 (26.8)                   | −2.7 (27.1)                   | 2.8 (37.0)                    | 11.5 (52.7)                   | 18.7 (65.7)                   | 23.5 (74.3)                   | 26.6 (79.9)                   | 25.7 (78.3)                   | 19.5 (67.1)                   | 11.6 (52.9)                   | 5.1 (41.2)                    | 0.3 (32.5)                    | 11.6 (53.0)                   |
| Tối thiểu trung bình ngày °C (°F)       | −6.5 (20.3)                   | −6.7 (19.9)                   | −1.6 (29.1)                   | 5.9 (42.6)                    | 12.7 (54.9)                   | 17.4 (63.3)                   | 20.5 (68.9)                   | 18.8 (65.8)                   | 13.3 (55.9)                   | 6.4 (43.5)                    | 1.1 (34.0)                    | −2.6 (27.3)                   | 6.6 (43.8)                    |
| Lượng Giáng thủy trung bình mm (inches) | 8 (0.3)                       | 8 (0.3)                       | 14 (0.6)                      | 16 (0.6)                      | 16 (0.6)                      | 9 (0.4)                       | 8 (0.3)                       | 6 (0.2)                       | 7 (0.3)                       | 11 (0.4)                      | 13 (0.5)                      | 12 (0.5)                      | 128 (5)                       |
| Nguồn: Climate Data                     |                               |                               |                               |                               |                               |                               |                               |                               |                               |                               |                               |                               |                               |

## Người nổi tiếng
- Altynay Sapargalieva - Ca sĩ
- Bekzad Nurdauletov - Võ sĩ quyền Anh[2]